# 梅爾維爾冰川

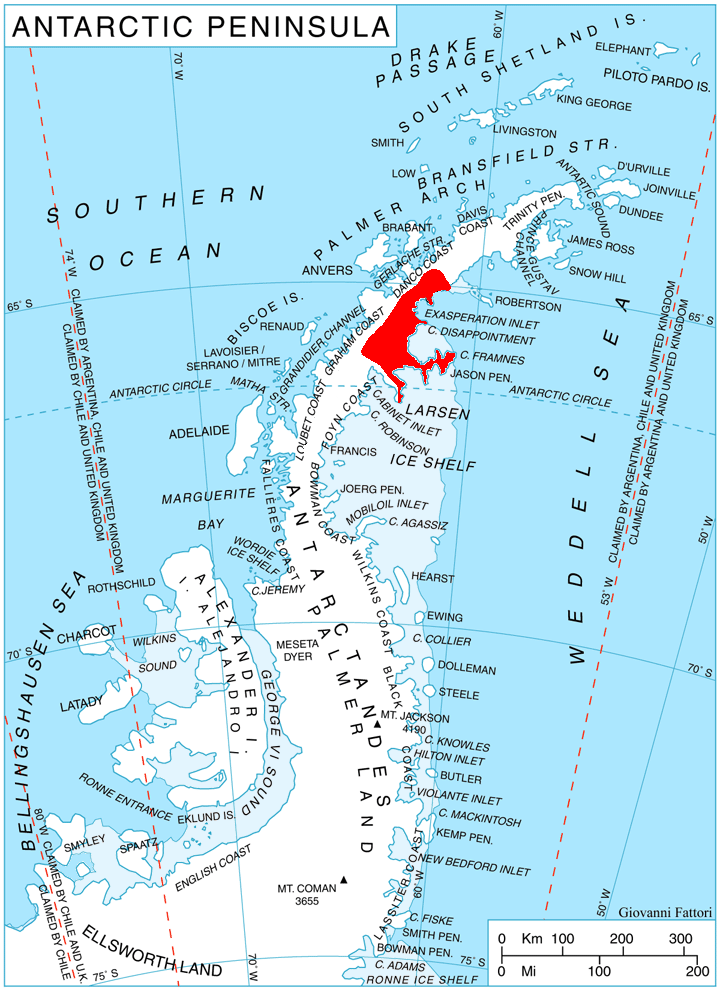

65°28′S 62°10′W / 65.467°S 62.167°W
梅爾維爾冰川（英語：Melville Glacier）是南極洲的冰川，位於葛拉漢地東岸，全長22公里，處於梅普冰川和佩科特冰川之間，最終注入威德爾海的多姆良灣，以小說《白鯨記》的作者命名。